# Phyllagathis
Phyllagathis är ett släkte av tvåhjärtbladiga växter. Phyllagathis ingår i familjen Melastomataceae.

## Bildgalleri

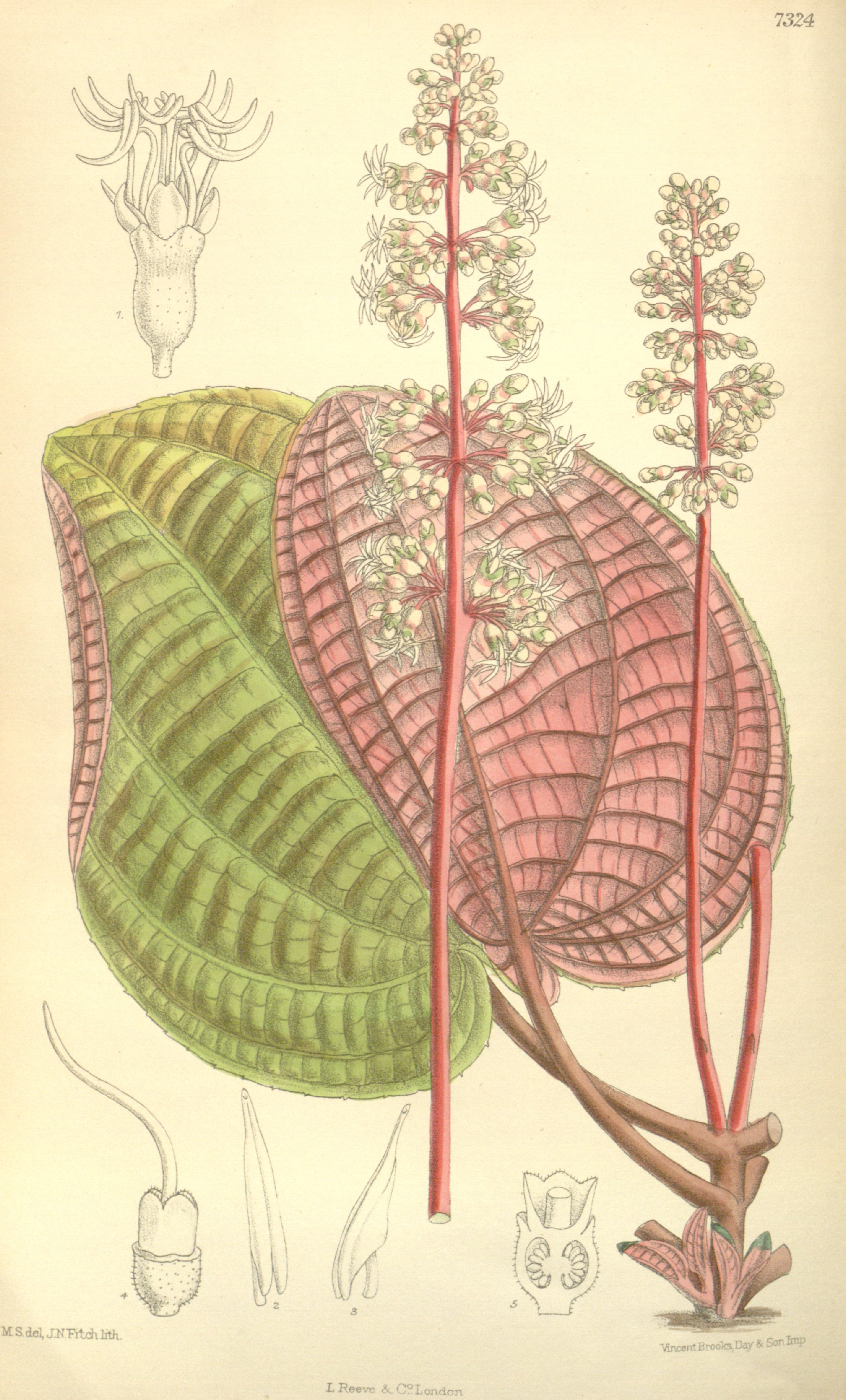

## Dottertaxa tillPhyllagathis, i alfabetisk ordning[1]
- Phyllagathis asarifolia
- Phyllagathis atroviolacea
- Phyllagathis beccariana
- Phyllagathis brevipedunculata
- Phyllagathis brookei
- Phyllagathis cavaleriei
- Phyllagathis cordata
- Phyllagathis cymigera
- Phyllagathis deltoidea
- Phyllagathis dichotoma
- Phyllagathis driessenioides
- Phyllagathis elattandra
- Phyllagathis elliptica
- Phyllagathis erecta
- Phyllagathis fengii
- Phyllagathis gigantifolia
- Phyllagathis gracilis
- Phyllagathis griffithii
- Phyllagathis guillauminii
- Phyllagathis gymnantha
- Phyllagathis hainanensis
- Phyllagathis hispida
- Phyllagathis hispidissima
- Phyllagathis jacobsiana
- Phyllagathis latisepala
- Phyllagathis longearistata
- Phyllagathis longicalcarata
- Phyllagathis longifolia
- Phyllagathis longiradiosa
- Phyllagathis longispicata
- Phyllagathis marumiaetricha
- Phyllagathis megalocentra
- Phyllagathis melastomatoides
- Phyllagathis oligotricha
- Phyllagathis osmantha
- Phyllagathis ovalifolia
- Phyllagathis peltata
- Phyllagathis penrissenensis
- Phyllagathis plagiopetala
- Phyllagathis prostrata
- Phyllagathis pulcherrima
- Phyllagathis rotundifolia
- Phyllagathis rufa
- Phyllagathis scorpiothyrsoides
- Phyllagathis scortechinii
- Phyllagathis sessilifolia
- Phyllagathis setotheca
- Phyllagathis siamensis
- Phyllagathis stenophylla
- Phyllagathis stolonifera
- Phyllagathis suberalata
- Phyllagathis subrotunda
- Phyllagathis tentaculifera
- Phyllagathis ternata
- Phyllagathis tetrandra
- Phyllagathis tonkinensis
- Phyllagathis truncata
- Phyllagathis tuberculata
- Phyllagathis tuberosa
- Phyllagathis velutina